# Aeroport Albano Machado
L'aeroport Albano Machado (codi IATA: NOV, codi OACI: FNHU) (antigament Aeroport de Nova Lisboa) és un aeroport que es troba al sud-est de Huambo, a la província de Huambo a Angola.
El VOR-DME de Huambo (Ident: VHU) es troba a l'aeroport.

## Aerolínies i destinacions
| Aerolínies           | Destinacions                                  |
| -------------------- | --------------------------------------------- |
| Diexim Expresso      | Luanda                                        |
| TAAG Angola Airlines | Catumbela, Luanda, Lubango, Menongue, Ondjiva |

## Accidents i incidents
- 3 de setembre de 1970. Un Douglas DC-3 G-AVPW de Hunting Surveys va ser danyat considerablement quan va ser sotmès a foc de terra en l'enlairament. Les línies hidràuliques van ser danyades i els tancs de combustible trencats. Es va fer un aterratge d'emergència reeixit a l'aeroport Quatro de Fevereiro. L'avió va ser reparat i retornat al servei.[3]
- El 14 de setembre de 2011, 17 persones, incloses 11 militars, van morir quan un EMB-120 de la Força Aèria Nacional d'Angola EMB-120 es va estavellar poc després de l'enlair-se de l'aeroport Albano Machado. L'avió es dirigia a l'aeroport de Luanda.